# Ellicott (Nova Iorque)
Ellicott é uma cidade no condado de Chautauqua, Nova York, Estados Unidos. A população era de 8.714 pessoas no censo de 2010.

## Geografia
De acordo com o United States Census Bureau, a cidade tem uma área total de 78.9 km2 (30.5 sq mi), dos quais 0.06 km2 (0.02 sq mi), ou 0,08%, é água.